# Yaphank
Yaphank és una concentració de població designada pel cens dels Estats Units a l'estat de Nova York. Segons el cens del 2000 tenia 5.025 habitants.

## Demografia
Segons el cens del 2000, Yaphank tenia 5.025 habitants, 1.566 habitatges, i 1.130 famílies. La densitat de població era de 138,8 habitants per km².
Dels 1.566 habitatges en un 33,5% hi vivien nens de menys de 18 anys, en un 55,5% hi vivien parelles casades, en un 11,9% dones solteres, i en un 27,8% no eren unitats familiars. En el 21,9% dels habitatges hi vivien persones soles el 6,8% de les quals corresponia a persones de 65 anys o més que vivien soles. El nombre mitjà de persones vivint en cada habitatge era de 2,69 i el nombre mitjà de persones que vivien en cada família era de 3,14.
Per edats la població es repartia de la següent manera: un 21,9% tenia menys de 18 anys, un 8% entre 18 i 24, un 34,6% entre 25 i 44, un 24% de 45 a 60 i un 11,6% 65 anys o més.
L'edat mediana era de 37 anys. Per cada 100 dones de 18 o més anys hi havia 118,1 homes.
La renda mediana per habitatge era de 70.534 $ i la renda mediana per família de 72.348 $. Els homes tenien una renda mediana de 48.807 $ mentre que les dones 35.406 $. La renda per capita de la població era de 25.020 $. Entorn del 3,3% de les famílies i el 3,8% de la població estaven per davall del llindar de pobresa.